# Butjadingen
Butjadingen é um município da Alemanha localizado no distrito de Wesermarsch, estado da Baixa Saxônia.